# Jean de La Trémoille
 (juin 2012).
Si vous disposez d'ouvrages ou d'articles de référence ou si vous connaissez des sites web de qualité traitant du thème abordé ici, merci de compléter l'article en donnant les références utiles à sa vérifiabilité et en les liant à la section « Notes et références ».
Pour les autres membres de la famille, voir Maison de La Trémoille.
Jean de la Trémoille, seigneur de Jonvelle, a été Grand Maître et Grand Chambellan des ducs de Bourgogne Jean sans Peur et Philippe le Bon.

## Biographie
Né en 1377, il est fils cadet de Gui VI de La Trémoille et de Marie de Sully. 
- Sa mère, Marie de Sully, était princesse de Boisbelle, comtesse de Guînes, dame de Sully, de La Chapelle des Aix-d'Angillon, d'Argent et de Clermont, de Villezon (dans la seigneurie de Clémont et d'Argent-sur-Sauldre), de Boisbelle, d'Orval et d'Espineuil, de Montrond, dame de Dun-le-Roi, de Château-Meillant, de Saint-Gondom, de Craon (cf. Craon), de Corberia (probablement la Corbière, en Anjou, un fief de la baronnie de Craon), de Chalucet, de Sainte-Hermine, dame de Prahec, de Lussac (terre venue de son 1er mari Guy VI de la Trémoille) et de Chisay (Marie de Sully était issue de la branche aînée de la Maison de Blois-Champagne).

Il épouse le 17 juillet 1424 Jacqueline d'Amboise, fille d'Ingelger II et de Jeanne de Craon. Il fit partie des seigneurs qui accompagnèrent le duc de Bourgogne Jean sans Peur lors de l'entrevue du Dauphin et du duc au pont de Montereau. Il décède en 1449.
Il portait les titres :
- de la Trémoïlle, ou de la Trémouille
- seigneur de Jonvelle
- seigneur de Beaumont
- seigneur de Saint-Loup
- seigneur de Conflans-Sainte-Honorine
- seigneur de Saint-Just
- seigneur de Sainte-Hermine
- seigneur de Sully
- seigneur de Saint-Gaudon
- seigneur de Courcelles
- seigneur d'Antilly
- seigneur de Bauché
- seigneur d'Amboise
- seigneur de Montrichard
- seigneur de Bléré
- baron de Dracy
- chevalier de l'ordre de la Toison d'or en 1430.